# パレスチナ自由運動
パレスチナ自由運動（パレスチナじゆううんどう、アラビア語: حركة الأحرار الفلسطينية）は、パレスチナ国の政党。当初はファタハ・アル＝ヤシール（アラビア語: فتح الياسر）として活動していた。2007年6月、ハマースによるガザ地区制圧・ガザ政府の成立後、ファタハ元党員によって結党された。同党は2023年11月に暗殺されるまで、ハマース政権のスポークスマンであったハリド・アブ＝ヒラルが党首であった。党名はヤーセル・アラファートにちなむ。同党はマフムード・アッバースの権威を認めず、現在のファタハ指導部は腐敗し裏切り者であるというハマースの支持を共有している。同党は、イスラエルによるヨルダン川西岸地区とガザ地区の占領を終わらせるための武力闘争を訴えている。

## アル＝アンサール旅団
アル＝アンサール旅団（アラビア語: كتائب الأنصار）と呼ばれる武装組織を保有している。